# Xystrocera orientalis
Xystrocera orientalis là một loài bọ cánh cứng trong họ Cerambycidae.